# Boeing Bird of Prey
Boeing Bird of Prey bilo eksperimentalno stealth letalo, ki sta ga v 1990ih skupaj razvijala McDonnell Douglas in Boeing.Investirali so okrog $67 milijonov, precej manj kot v druge podobne projekte. Tehnologijo in dele letala so potem uporabili v Boeing X-45 UCAV. Bird of prey ni dobil X-oznake, ker je bil interni projekt. 

## Tehnične specifikacije
Podatki iz Jane's All The World's Aircraft 2003–2004
Splošne karakteristike
- Posadka: 1
- Dolžina: 46 ft 8 in (14,22 m)
- Razpon kril: 22 ft 8 in (6,91 m)
- Višina: 9 ft 3 in (2,82 m)
- Površina kril: 220 sq ft (20,4 m²)
- Maks. vzletna teža: 7400 lb (3.356 kg)
- Pogon letala: 1 × Pratt & Whitney Canada JT15D-5C , 3190 lbf (14,2 kN)

 Zmogljivost 
- Maks. hitrost: 260 vozlov (299 mph, 482 km/h)
- Višina leta: 20000 ft (6.100 m)